# Typhoon Games
Typhoon Games Ltd. đưuợc thành lập vào tháng 8 năm 2001 ở Hồng Kông như là một công ty phát triển và phát hành game phục vụ chủ yếu cho thị trường châu Á. Đây là công ty chị em của Typhoon Media International Ltd. và có quan hệ đối tác chiến lược với Outblaze Ltd. và Dream Cortex.
Typhoon Games đã phát hành một số tựa game PC gồm Yu-Gi-Oh! Online và Gurumin: A Monstrous Adventure và đã phát triển các trò chơi như The Impossible Team Online Game và Hello Kitty: Roller Rescue cho hệ máy PlayStation 2.